# Гослих, Зигфрид
Зигфрид Гослих (нем. Siegfried Goslich; 7 ноября 1911, Цюлльхов, ныне в составе Щецина — 6 июня 1990, Гармиш-Партенкирхен, Германия) — немецкий дирижёр и музыковед.
Сын Карла Гослиха, инженера-химика, руководившего Штеттинским цементным заводом. Учился в гимназиях Вены и Берлина, изучал игру на фортепиано в Берлине у Карла Мюллер-Хансена, с 1929 г. музыковедение в Берлинском университете, одновременно в 1930—1932 гг. изучал в Берлинской Высшей школе музыки дирижирование у Вальтера Гмайндля и теорию музыки у Вальтера Гроностая.
С 1934 г. работал референтом в Имперской палате музыки. В 1936 году защитил в Берлине диссертацию «К истории немецкой романтической оперы: от „Фауста“ Шпора до „Лоэнгрина“ Вагнера» (нем. Beiträge zur Geschichte der deutschen romantischen Oper (Zwischen Spohrs „Faust“ und Wagners „Lohengrin“)), научные руководители Арнольд Шеринг и Георг Шюнеман (издана в виде книги годом позже в Лейпциге). Подход Гослиха к материалу впоследствии подвергался критике в связи с тем, что его работа представляла собой тотальное описание немецкой оперной продукции соответствующего периода (1813—1850) без попытки выделить в ней собственно романтические произведения и черты; в то же время всеохватность работы Гослиха сделала её полезным источником информации.
С 1938 г. референт по вопросам музыки учреждения «Немецкое народное образование» (нем. Deutsches Volksbildungswerk), отпочковавшегося от организации «Сила через радость» и занимавшегося устройством культурных мероприятий. Член НСДАП с 1940 года. В 1942 г. призван на службу в вермахте.
По окончании Второй мировой войны возглавил отдел музыкального вещания на Радио Веймара, преподавал в Веймарской высшей школе музыки. В 1948 г. перебрался в Западную Германию, руководил музыкальным вещанием Радио Бремена, с 1955 г. также дирижировал оркестром Бременского радио. В 1958—1961 гг. возглавлял Городской оркестр Ремшайда, во главе которого пытался пропагандировать современную музыку, учредив для этого специальную программу концертов Musica viva, но столкнулся с непониманием местной публики. В 1961—1976 гг. заведовал музыкальным отделом Баварского радио.
Дирижировал премьерами оратории Франка Вольфарта «Прометей» (1955, по радио; в 1959 г. был приглашён продирижировать ею в исполнении Берлинского филармонического оркестра), Симфонических вариаций Ханса Вернера Хенце, фортепианного концерта Хуго Дистлера и ряда других сочинений. С Бременским филармоническим оркестром записал концерт для траутониума с оркестром Харальда Генцмера.
Опубликовал монографии «Эмансипация элементов звучания. Стандарты оценки современной музыки» (Die Emanzipation der Klangelemente. Masstäbe zur Beurteilung moderner Musik; 1967) и «Немецкая романтическая опера» (нем. Die deutsche romantische Oper; 1975, переработанная версия диссертации), сборник статей «Музыка на радио» (нем. Musik im Rundfunk; 1971). Составил сборник статей и материалов о композиторе Вилли Шпиллинге.
Был женат на Марии Оттих, музыковеде. Последние годы жизни провёл в Тутцинге, где его старший сын Фердинанд (род. 1947) впоследствии возглавлял городское Общество церковной музыки.